# Chủ nghĩa Vandal

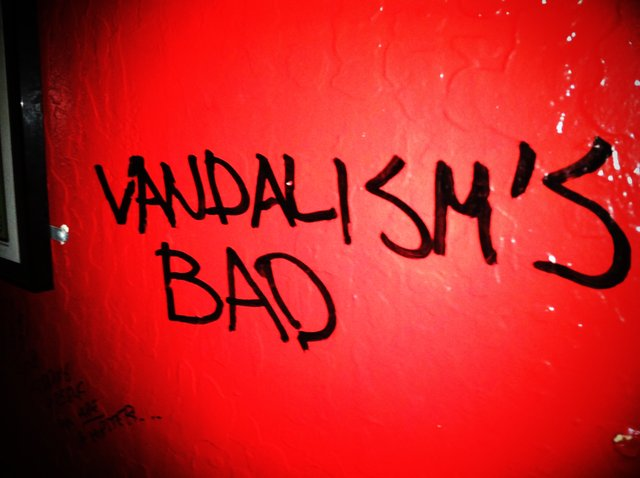
Graffiti được xem là một dạng của chủ nghĩa Vandal.

Chủ nghĩa Vandal, bắt nguồn từ người Vandal được đặt tên bởi người La Mã, là thuật ngữ nói về hành vi liên quan tới văn hóa: sự phá hoại văn hóa, hoặc làm hỏng những gì đẹp đẽ và đáng tôn kính. Thuật ngữ này cũng dùng để chỉ những hành vi phá hoại tài sản như graffiti hay làm mất uy tín tài sản mà không có sự chấp thuận của chủ nhân tài sản đó.